# Aïn el Afrane
Aïn el Afrane est une source située dans la province d'El Bayadh en Algérie, à 400 km au sud-ouest d'Alger. Aïn el Afrane se situe à 1 546 mètres d'altitude dans un secteur vallonné au nord et plat au sud et où la densité de population est d'environ 2 habitants au kilomètre carré. La communauté principale la plus proche est El Bayadh à 9,5 km au nord-ouest. Le point culminant des environs est à 1 823 mètres d'altitude, à 1,7 km plus au nord. 
La zone autour d'Aïn el Afrane présente peu ou pas de végétation et le climat est proche de celui d'une steppe froide. La température moyenne annuelle dans le secteur est de 17 °C. Le mois le plus chaud est août avec une température moyenne est de 28 °C et le plus froid est février avec 9 °C. Les précipitations annuelles moyennes sont de 398 millimètres. Le mois le plus humide est novembre avec 70 mm de précipitations en moyenne et le plus sec août avec 12 mm de précipitations.